# Rellen en opstanden in Brussel
Dit is een overzicht van rellen en opstanden in Brussel door de eeuwen heen.

## Chronologisch overzicht

### 1303-06: Ambachtenopstand
In mei 1303 kwamen de naties van Brussel in opstand tegen de patriciërs. Voor het eerst moest de adel hen een plaats in het stadsbestuur en in de lakengilde gunnen. Het verwonden van een knecht door een heer was eind 1305 aanleiding tot hernieuwde onlusten. De ambachten verwierven kortstondig de controle over de stad, maar werden in de Vilvoordse beemden verslagen door een coalitie van de patriciërs en de hertog. De verworvenheden werden teruggedraaid en de patricische leiding over de stad werd herijkt via de Zeven Geslachten.

### 1356: Verzet tegen Vlaamse bezetting
Na de Brabantse nederlaag op Kwade Woensdag, 17 augustus 1356, was de Vlaamse graaf Lodewijk van Male Brussel binnengetrokken en had hij zich laten erkennen als hertog van Brabant. Hij had de steun van een goed deel patriciërs, maar niet van het gemeen. Na een tweetal maanden bezetting deden de hertogsgezinde Brusselaars onder de patriciër Everaard t'Serclaes een nachtelijke aanval op het Vlaamse garnizoen. Ze klommen over de stadswallen en haalden de Vlaamse banier van het huis De Sterre, waarna het garnizoen met de hulp van de bevolking buiten de stadsmuren werd gejaagd. Zo kozen de Brusselaars voor Wencelijn en Johanna als hertogen, en voor de constitutie die ze bij hun Blijde Inkomst hadden toegestaan.

### 1360: Ambachtenopstand
Een nieuwe poging van de ambachten om het machtsmonopolie van de stedelijke oligarchen te doorbreken, volgde op 22 juli 1360. De avond voordien waren de Leuvense handwerklieden in opstand gekomen onder Pieter Coutereel. In Brussel had het stadsbestuur lucht gekregen van het complot en was het enigszins voorbereid toen wevers, volders, vleeshouwers en inwoners van de Kapellewijk de wapens opnamen. De vleeshouwers werden aangevallen en uiteengeslagen terwijl ze nog door de oude omwalling gescheiden waren van hun medestanders, die de Steenpoort belegerden. De ervaren ridder Gerard van Rotselaar verdeelde zijn patriciërs over vier groepen, waarvan er een brand ging stichten in de wijk van de volders (Raamstraat). In de algehele verwarring konden de overige groepen de ambachten insluiten en verslaan. Net als in 1306 volgde een stevige repressie, met terechtstellingen en verbanningen. Bij politiereglement mochten de wevers, volders en vleeshouwers geen messen meer dragen.
Met doortastend ingrijpen voorkwam het Brusselse patriciaat zo dat de twee belangrijkste Brabantse steden in handen vielen van het gemeen. Maar de ambachten waren niet beslissend uitgeschakeld en waagden al in 1364 een nieuwe poging onder Jacob de Meyere.

### 1421: Ambachtenopstand
Onder de zwakke hertog Jan IV kende Brabant een bijzonder woelige periode. Allerlei rivaliteiten liepen door elkaar, onder meer tussen hertogin Jacoba van Beieren en haar oom Jan en binnen het geslacht Sweerts tussen de clans Van den Heetvelde en Van Lombeke. De Staten van Brabant verwijderden de hertog door zijn jongere broer Filips van Sint-Pol aan te stellen tot ruwaard van Brabant. In Brussel genoot hij de steun van de clan Van den Heetvelde en van de ambachten, die op enkele maanden tijd drie keer de wapens opnamen. Een eerste episode vond plaats eind januari. Sint-Pol was uit Brussel moeten vertrekken en de hertog was terug binnengelaten, maar zijn soldaten uit Overmaas zorgden voor overlast. Op 27 januari bezetten de ambachten de Grote Markt. Aanvoerder Heinsberg werd gearresteerd en de hertog moest weer plaats ruimen voor de ruwaard. Sint-Pol beloonde de ambachten door hen op voet van gelijkheid in het stadsbestuur te laten deelnemen (statuut van 11 februari 1421). In maart dwongen ze Sint-Pol na nieuw oproer tot de terechtstelling van de patricische voormannen die in 1420 hadden samengezworen. Het Privilege van de Ruwaard herstelde de hertog op 4 mei in zijn ambt, maar Filips bleef zich nog enkele maanden ruwaard noemen. Een toenadering tussen de hertog en zijn broer werd begin juni opgeschrikt door nieuwe acties van de ambachten. Ze vroegen en bekwamen de uitlevering van de patriciërs die in Leuven hun toevlucht hadden gezocht. Op 7 juni 1421 rolden hun dertien hoofden over de Grote Markt. De ambachten zagen hun verbeterde positie uiteindelijk bezegeld doordat hertog Jan IV op 15 juli 1422 zijn goedkeuring hechtte aan het Nieuw Regiment.

### 1477: Ambachtenopstand
Hertog Karel de Stoute was een centraliserende vorst die Mechelen begunstigde. Na zijn dood kwam het in Brussel tot een uitbarsting. In maart 1477 bestormde een menigte de Grote Markt en het stadhuis. Hun aanvoerder was honderdman Willem van Marbais, een vleeshouwer/visverkoper die zich opwierp tot een echte volksmenner. Hij werd bijgestaan door handschoenmaker Jan Bogaert en steenhouwer Willem van Ruysbroeck, de zoon van de vermaarde architect. Drossaart Hendrik van Horne kon een bloedbad vermijden, maar inhoudelijk haalden de ambachten hun slag thuis. Twee schepenen werden terechtgesteld, andere patriciërs werden verbannen of ontslagen, en het stadsbestuur werd gereorganiseerd (met onder meer een nieuw college van zestien politiemeesters). Maria van Bourgondië bekrachtigde deze maatregelen tijdens haar Blijde Inkomst op 4 juni, inclusief het graven van een Scheldekanaal.
Na Maria's huwelijk met aartshertog Maximiliaan gingen deze verworvenheden geleidelijk teloor. Het breekpunt deed zich voor in Den Haag, waar Marbais en Bogaert een onderhoud met Maximiliaan hadden gevraagd. Ze werden gemarteld en op 24 maart 1480 onthoofd. Op 22 juni kwam Maximiliaan naar Brussel om het oude regime te herstellen.

### 1486-1489: Verzet tegen keizer Maximiliaan
De Vlaamse Opstand tegen Maximiliaan zorgde ook in Brussel voor een gespannen situatie. Na zijn keizerskroning kwam Maximiliaan op 22 juli 1486 vieren in de Zennestad. 's Anderendaags vielen stadsmilities de Duitse soldaten aan, uit argwaan over een complot. Ondanks verschillende slachtoffers werd de situatie ontmijnd.
Erger werd het in 1488. Brussel opende in september de poorten voor Filips van Kleef, Maximiliaans voormalige bevelvoerder die vanwege het niet-nageleefde vredesverdrag leider was geworden van het Vlaamse kamp. Benoemingen van Maximiliaan werden ongedaan gemaakt en de zestien politiemeesters verschenen terug op het toneel. De keizer en zijn vader naderden met een fors leger. De Brusselaars deden op 12 oktober een onbesuisde uitval tegen de voorhoede en verloren honderden manschappen, waaronder burgemeester Willem T'Serclaes. Na een extreem bloedige oorlog wist Albrecht van Saksen de opstandige Brabanders te bedwingen. Brussel capituleerde tegen de voorwaarden van de keizer en zag in augustus 1489 Filips van Kleef vertrekken.

### 1531-1532: Ambachtenopstand
Terwijl de ambachten nog zwaar in hun maag zaten met het reglement van 1528, dat hun inspraak inperkte ten voordele van de patriciërs, stelden de ontvangers nieuwe belastingen in op graan, brood en bier. Uit protest blokkeerden de naties op 29 september 1531 de Sint-Michielsprocessie. Ze zetten zich pas weer in beweging toen een onderzoek werd toegezegd, dat de belastingen afzwakte. Op 5 augustus 1532 veroorzaakten de hoge graanprijzen nieuwe onlusten aan het Korenhuis. De Mechelse hamsteraar Jan Morre werd gemolesteerd en huizen werden beschadigd, waaronder dat van meester Berthout. Het tumult duurde de hele nacht, tot amman Hendrik van Wittem 's anderendaags de orde herstelde. Toen regentes Maria van Hongarije de plunderaars wilde onttrekken aan de magistraat en zelf berechten, kwam een gewapende bende geleid door Bertel Beeckmans hen uit het stadhuis bevrijden. Onder druk van verder straatgeweld moest Maria van Hongarije ingaan op de eisen van de naties: ordonnanties van 7 augustus en 5 september 1532 versterkten hun positie aanzienlijk. De excessen werden niettemin bestraft. De volgende dag werd de rebellenleider Louis Coppens onthoofd en nog tot 4 oktober volgden ophangingen. Daar stopte het echter niet. De geraadpleegde keizer Karel V beval alle toegevingen in te trekken. Maria van Hongarije maakte zich uit de voeten naar haar Paleis van Binche en stuurde de markies van Aarschot met twee ordonnantiebenden af op Brussel. Het duurde nog enige tijd alvorens de gemeente inbond tegenover deze overmacht. Op 27 december werd een pacificatie overeengekomen en op 31 december gingen de gemeentenaren in Bergen op de knieën voor de regentes. Haar toegevende ordonnanties werden verscheurd en op 8 januari 1533 trok ze Brussel binnen in het gezelschap van patriciërs wier verbanning ze had opgeheven. Op 20 januari verklaarde keizer Karel zich akkoord met deze maatregelen, maar de vervolgingen en terechtstellingen gingen nog voort tot mei 1535.

### 1566-1567: Geuzenrevolte
Brussel stond in 1566 aan de wieg van de Geuzenrevolte. Na decennia van kettervervolgingen besliste een deel van de (vooral lagere) adel om actie te ondernemen. Ze sloten het eedverbond der edelen en overhandigden op 5 april 1566 hun smeekschrift aan landvoogdes Margaretha. Daarin eisten ze onder meer de afschaffing van de inquisitie, maar ze vingen bot en werden uitgemaakt voor bedelaars. In juni verschenen de eerste hagenprekers rond de Zennestad en in augustus brak in West-Vlaanderen de Beeldenstorm uit. Het Spaanse gezag intensiveerde de repressie en stuurde de hertog van Alva naar de Nederlanden. Hij verscheen op 22 augustus 1567 voor de poorten van Brussel met een leger van 12.000 man. Kort voordien hadden Willem van Oranje en vele protestanten de stad verlaten. Alva's hardhandige intenties waren voor Margaretha reden om ontslag te nemen. Op 30 augustus verliet ze de stad en was de weg vrij voor de nieuwe landvoogd.
Alva stelde een Bloedraad in (eerste zitting op 30 september 1567) en liet tientallen onthoofdingen uitvoeren. Zelfs gebouwen kon schuld treffen: het Hof van Culemborg, waar het eedverbond was gesloten, werd gesloopt en de grond met zout bestrooid. Het Paleis van Nassau werd geconfisqueerd.

### 1572: Verzet tegen Tiende Penning
Om het neerslaan van de opstand te bekostigen, voerde Alva een belastinghervorming door die een einde maakte aan de beden. Vooral zijn Tiende Penning leidde tot nieuw oproer in de stad. Veel middenstanders sloten de deuren. Door het protest is de belasting nooit geheven. Ze werd gedurende twee jaar "afgekocht".

### 1576: Orangistische machtsgreep
Op 21 juli 1576 zakten 1600 muitende Spanjaarden af naar Brussel. De stad had zich bewapend waarna de muiters maar de omgeving plunderden: Asse, de abdij van Affligem, Aalst, Denderleeuw, Liedekerke... De Staten van Brabant lichtten een leger van 2.600 man onder bevel van Willem van Heze. Het regiment van Jacques de Glymes werd in Brussel gelogeerd. De bevolking keerde zich tegen de Spanjaarden in de stad. Van Heze usurpeerde het militaire gezag van gouverneur Mansfeld. Op 4 september culmineerde de revolutionaire actie in de gevangenname van de Raad van State. Het regiment van Glymes en een stadsmilitie onder Hendrik de Broyere drongen het Koudenbergpaleis binnen, waar de Raad van State in zitting was. De aanwezigen Mansfeld, Berlaymont, Sasbout, Assonleville, Berty en Scharberger werden gevankelijk naar het Broodhuis gevoerd. Ook Del Rio werd gevangen gezet en enkele leden van de Geheime Raad (Fonck, Boisschot en Tassis). Op 8 september riepen de Staten van Brabant de Staten-Generaal samen. Stilaan werd duidelijk dat zich een Orangistische samenzwering ontvouwde, al betuigden de officiële verklaringen nog steeds trouw aan koning Filips II en zijn religie.

### 1579-80: Beeldenstorm
Tijdens de opstand kwamen Schotse hulptroepen naar Brussel. Er brak een Beeldenstorm uit waarin het schrijn van Sint-Goedele verdween. Het Granvellepaleis werd geplunderd, net als de hoven van Mansfelt en Aarschot. Bij de wetsvernieuwing van 1580 kwamen er calvinisten in de stadsmagistraat, en ook de negen naties werden uitgezuiverd. De protestanten kregen recht op armenzorg en hun predikanten bekwamen een stadstoelage. De openbare beoefening van het roomse geloof werd verboden en katholieke priesters en kloosterlingen werden uit de stad verdreven. De abdijen van Vorst, Dielegem en Grimbergen werden geplunderd en de buit te Brussel openbaar verkocht (april 1580). Even later was de Brusselse kloosters eenzelfde lot beschoren.

### 1619: Ambachtenopstand
In mei keurden de afgevaardigden van de Brusselse ambachtsgilden in de Staten van Brabant de halfjaarlijkse verlenging van de consumptiebelasting op bier, wijn, meel en vlees af. Hun eis tot herstel van in onbruik geraakte privileges werd door de aartshertogen Albrecht en Isabella afgewezen en de belastingen werden bij meerderheidsstemming verlengd. Daarop joegen de Brusselaars de belastingontvangers de stad uit. Albrecht liet de veldheer Spinola naar Brussel opmarcheren met tienduizend man. Geweld leek onvermijdelijk en de notabelen verlieten de stad. Op 23 september trok Spinola de stad binnen met tweeduizend Duitse soldaten. Hij bezette de stadsmuren en herwon zonder tegenstand de controle. Beide partijen lijken een escalatie, terwijl een eskader van de Republiek al in de Scheldemonding kruiste, te hebben vermeden. Voor straf kregen de Brusselaars een garnizoen van tweeduizend man opgelegd, moesten ze maandelijks 6.000 pond afdragen en werden zeven gevluchte oproerkraaiers verbannen. Maar in november milderde Albrecht een en ander via een algemeen pardon en eeuwigh verswijgh. Een almanak van Jan Conincx waarin de ambachtenversie van de gebeurtenissen verscheen, werd haastig in beslag genomen. In januari 1620 trok Albrecht het garnizoen volledig terug en verleende hij de verbannen dekens genade. Ze werden feestelijk ingehaald, maar de populariteit van de aartshertog bij de Brusselaars had een blijvende knauw gekregen.

### 1698-99: Ambachtenopstand
In de nasleep van het bombardement van 1695 stortte op 7 november 1696 de Spiegeltoren op de Grasmarkt in. Uit het puin werd een koffer met oude privileges gered. Ze werden door de boetmeesters van de naties en hun advocaat Jan van der Meulen gebundeld en gepubliceerd als Den Luyster ende Glorie van het Hertoghdom Brabant. Steunend op deze vergeten privileges, stelden de Naties politieke eisen. Ze meestal schoorvoetend waren ingewilligd, vaak nadat een initiële weigering opstootjes had uitgelokt, tot de ambachten vanaf 1698 ook gingen aandringen op protectionistische maatregelen. De Brusselse kant was immers zwaar getroffen door Engelse invoerbeperkingen van het jaar voordien. De economische conferenties die op initiatief van Jan van Brouchoven te Brussel werden gehouden, faalden. Het plan voor kanalen naar Oostende en Namen werd opgeborgen, en de protectionistische verboden en tarieven werden na vergeldingsmaatregelen grotendeels teruggedraaid. Daarop braken onlusten uit. Spaanse infanterieregimenten die eind 1699 waren gearriveerd, sloegen de opstand neer en arresteerden de Antwerpse koopman Pieter Cardon. De Luyster werd verboden en bij een inval in het spiegelhuis werden de ambachtsleiders gearresteerd en vastgezet in de Steenpoort. Alle concessies aan de naties werden ingetrokken en de leiders werden veroordeeld, in twee gevallen tot de doodstraf. Een nieuw reglement van 12 augustus 1700 beperkte drastisch de rechten van de naties. Door de dood van Karel II van Spanje werden verdere acties opgeschort. De nieuwe koning Filips van Anjou verleende amnistie en liet de gevangenen vrij. Samen met de Spaanse Successieoorlog bracht dit de gemoederen voorlopig tot bedaren.

### 1717-19: Ambachtenopstand
Onder de Oostenrijkse bewindvoerder markies de Prié kwamen de ambachten in opstand tegen het beknotten van hun deelname aan het stadsbestuur en het goedkeuren van belastingen.
Onder druk van het oproer beloofde Prié herstel van de oude voorrechten, maar hij talmde met de uitvoering.
Het volk werd dit gewaar en raakte opnieuw aan het gisten. Nu werd het een échte opstand die ontaardde in plunderingen. Prié van zijn kant deed Oostenrijkse regimenten de stad Brussel binnenrukken in het voorjaar van 1717. In de straten braken schermutselingen uit.
Prié liet verscheidene ambachtsdekens aanhouden. De 60-jarige Frans Anneessens werd aangewezen als dé voornaamste oproerstoker, hoewel hij van huis naar huis was gelopen om de gemoederen te bedaren en zelf onder zware druk stond van zijn achterban, die ermee gedreigd had zijn huis te verwoesten. Na zes maanden gevangenschap veroordeelde de raad van Brabant op 12 september 1719 Anneessens ter dood en de vier andere dekens tot eeuwigdurende ballingschap. Vijf dagen later vond de executie plaats.

### 1787: Kleine Revolutie
In mei 1787 sloeg het ongenoegen over de bestuurlijke, gerechtelijke en religieuze hervormingen van keizer Jozef II over naar de straat. De cafés, herbergen en cabarets in de grote steden werden broeihaarden van patriottisch gedachtegoed. Rapporten liepen binnen over keizersgezinde notabelen die met stokken waren gemolesteerd. De prille politiediensten en het ongedisciplineerde leger bleken niet in staat om het oproer te beteugelen. De 'patriottenkorpsen' die opgericht werden in naam van de ordehandhaving, hielden met hun parades eerder het verzet brandend. Uit de chaos groeide een georganiseerde revolutie, begeleid door massale petities en pamfletten. Volgens prins de Ligne was dit voor vele Fransen de aanzet van 1789.

### 1789: Brabantse Omwenteling
Op 10 december bereikte de Brabantse Omwenteling Brussel. Tijdens een dienst in de Sint-Goedelekerk strooiden 'heren' vanaf het koor duizenden kokardes naar beneden. Dadelijk werden ze overal door de stad gedragen. Honderdvijftig grenadiers verlieten de kazerne om zich onder gejuich bij de patriotten aan te sluiten. Ze overtuigden de schildwachten hun wapens aan de burgers af te geven. De wachten in de binnenstad werden de volgende dag beschoten en trokken zich terug bij het gros van de in de Warande verzamelde troepen. Tegen de avond was het gevecht algemeen onder het gelui van de alarmklokken in de kerken en het gebulder van kanonnen. De ochtend van 12 december beval een radeloze d'Alton de aftocht. De overijling en paniek waren zo groot, dat Trauttmansdorff niet eens afscheid kon nemen van de vreemde gezanten. Artillerie, legertros, munitie, tot de schatkist toe, alles werd achtergelaten.

### 1790: Afrekening met de vonckisten
De gelegenheidsalliantie tussen de democratische vonckisten en de conservatieve statisten had een onverwacht succes gekend tegen het Oostenrijkse bewind. Nu volgde de onderlinge afrekening. In reactie op de nochtans getemperde Adresse présentée aux états de Brabant (15 maart) ontketenden de statisten een golf van georchestreerd geweld. Dagenlang plunderden bendes huizen van vonckisten. De milities lieten begaan, behalve de compagnie onder Walckiers. Als klap op de vuurpijl werd Vonck zelf als aanstoker vervolgd. Pas op 19 maart veroordeelden de Staten van Brabant het straatgeweld en keerde de rust weer.
De sfeer bleef dat jaar uiterst gespannen, zoals bleek uit het lynchen van Willem van Criekinge.

### 1830: Septemberdagen
In 1830 kende Brussel hevige onlusten die zich verhardden tot een regelrechte onafhankelijkheidsstrijd.
Op 25 augustus bleven de toeschouwers van De Stomme van Portici na de opvoering Vive la liberté roepen. In de late avond werd het huis van uitgever Libry-Bagnano geplunderd en werd brand gesticht in het huis van minister Van Maanen, de drijvende kracht achter de taalpolitiek van de koning. De wanordelijkheden werkten aanstekelijk op de werklozen, die 's anderendaags in de fabrieken de stoommachines en de mechanische weefgetouwen vernielden en de voedselvoorraden plunderden. De burgerij, die vaststelde dat de wettelijke overheden de situatie niet aankonden en die zich bedreigd voelde, richtte een Burgerwacht op en slaagde erin spoedig de orde te herstellen.
De opstootjes in Brussel werden gewelddadiger, vooral nadat er begin september gewapende versterking uit Luik gekomen was. Spontaan werden vrijkorpsen opgericht, die geleid werden door verkozen of door zichzelf benoemde leiders. Op 23 september trok het regeringsleger, onder aanvoering van prins Frederik, met 12.000 man de stad binnen. De volkswoede keerde zich tegen dit leger en sloeg om in een nationale opstand. Het leger, dat zich in het Warandepark had opgesteld, werd het doelwit van de Brusselse opstandelingen en toegesnelde idealisten. Na vier dagen strijd, met honderden doden en gewonden aan beide zijden, brak het regeringsleger in de nacht van 26 op 27 september op. Tijdens de gevechten in het park was een revolutionaire regering tot stand gekomen: het Voorlopig Bewind. Op 4 oktober riep dit de onafhankelijkheid van België uit.

### 1834: Anti-Orangistische plunderingen
Op 5 en 6 april 1834 werd de orangistische adel in Brussel geplunderd. Aanleiding was de uitverkoop van in beslag genomen paarden uit de stoeterij van Tervuren, waaronder het paard van de prins van Oranje. De geldinzamelactie die hierop volgde, lekte uit. Lijsten van ondertekenaars en hun adressen werden verspreid. Na een opvoering van de Stomme van Portici in de Muntschouwburg werd de Brabançonne gezongen en trok de menigte naar de orangistische club "Le Cercle", die kort en klein werd geslagen. Daarna werden de leden bezocht, ondanks de oproep van burgemeester Nikolaas Rouppe, die uiteindelijk, toen bleek dat bemiddeling niet hielp, de opstand uit elkaar liet slaan. De volgende dag kwam onder tromgeroffel een nieuwe plunderpartij op gang. Volgens internationale verslaggevers werd er weinig ondernomen om ze tegen te houden. Het opdagen van eerste minister Rogier en koning Leopold I, gooide eerder olie op het vuur. Tijdens de plundering vielen geen slachtoffers en werd er weinig gestolen, wat de politieke aard van de opstand bevestigt. 77 beklaagden werden gearresteerd en vrijgesproken, alsook drie vermeende pamfletschrijvers die beschuldigd werden van opjutting.

### 1854: Hongeropstand
Van 5 tot 7 september 1854 leidden de hoge broodprijzen tot onlusten onder de Brusselse bevolking. De bakkers werden verantwoordelijk gehouden en hun vitrines moesten het ontgelden. Het leger werd ingezet om de menigte te verdrijven uit de straten die ze hadden ingenomen rond de Grote Markt. Burgemeester Charles de Brouckère, tegenstander van de broodtaks, liet naderhand een uitgebreid rapport opmaken.

### 1857: Liberale opstootjes

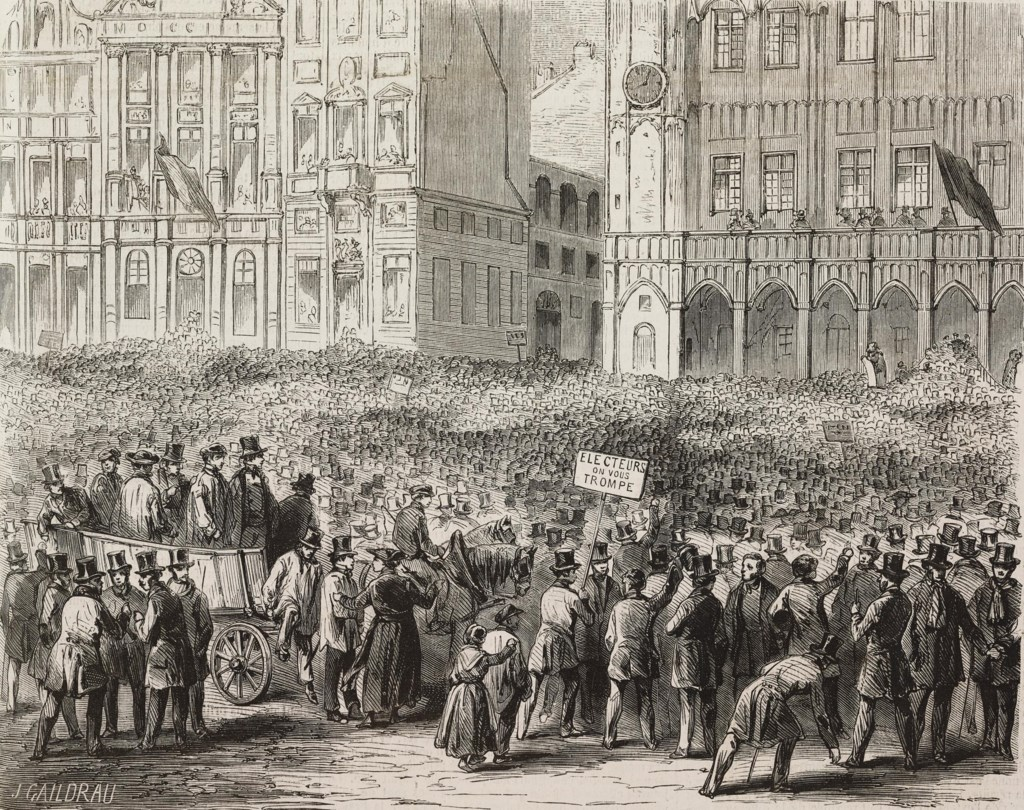
Opkomst in 1857 op de Grote Markt van Brussel

Van donderdag 28 tot zaterdag 30 mei kende Brussel een woelige periode vanwege het liberale verzet tegen de wet op de liefdadige stichtingen, de zogenaamde kloosterwet. Kamerleden werden uitgejouwd aan het Paleis der Natie, net als de redacties van de conservatieve kranten L'Emancipation en Journal de Bruxelles. Enkele duizenden oproerkraaiers trokken 's avonds de stad in. Ze bedreigden de huizen van Nothomb en Malou en gooiden de ruiten in van het kapucijnenklooster en het jezuïetencollege. 's Anderendaags had burgemeester Charles de Brouckère maatregelen genomen (samenscholingsverbod, cafésluiting, ontplooiing van ordediensten). De relschoppers vonden geen onbeschermd doelwit meer. Het Journal d'Anvers sprak van "malfaiteurs en gants glacés". Toch werden er 72 aanhoudingen verricht, dat voor 32 personen uitliep op voorlopige hechenis. De wet werd uitgesteld en uiteindelijk afgevoerd.

### 1871: Affaire-de Decker
In oktober 1871 werd Pieter de Decker tot Limburgs gouverneur benoemd. Hij was bestuurder bij de bank van André Langrand-Dumonceau, wiens frauduleuze faillissement vele katholieke families geruïneerd had. Tijdens tumultueuze kamerzittingen interpelleerde Jules Bara de regering, terwijl op straat manifestaties plaatsvonden. Universiteitsstudenten begingen fysieke agressies. Drie sergeanten werden door burgemeester Anspach geschorst nadat ze manifestanten met de sabel te lijf waren gegaan in de wijk Onze-Lieve-Vrouw-ter-Sneeuw. De meeste taferelen speelden zich af rond het Warandepark. Het werd Leopold II te woelig aan zijn paleis. Op 1 december ontsloeg hij de regering-D'Anethan.

### 1884: Schoolstrijd
De schoolstrijd zorgde voor grote manifestaties in de hoofdstad. In juli hadden Victor Jacobs en Charles Woeste een wetsontwerp ingediend dat de gemeentelijke autonomie over het lager onderwijs herstelde. Anticiperend op de liberale contestatie, vorderde eerste minister Malou het leger op en verhaalde hij de kosten op de stad. Op 10 augustus trok een eerste liberale betoging door Brussel. De katholieken mobiliseerden ook. Burgemeester Buls liet beide betogingen toe in aparte zones en alles verliep vreedzaam. Het katholieke antwoord op een betoging van 31 augustus werd door Buls verschoven naar 7 september. Het werd een bloedige dag. Honderden met stokken en knuppels bewapende liberalen gingen op verschillende plekken de tienduizenden, uit het hele land afkomstige katholieken te lijf. Terwijl de gewonden de Beurs en het stadhuis binnenstroomden, stonden de ordediensten machteloos. De katholieken spraken van een hinderlaag en beschuldigden Buls en de Garde Civique van partijdigheid.

### 1893: Algemeen stemrecht
In april 1893 riepen de socialisten een algemene staking uit omdat het parlement net het algemeen stemrecht had weggestemd. Het was de eerste keer dat België met dit fenomeen te maken kreeg. De staking werd opgevolgd in Brussel en ging vergezeld van gewelddadige betogingen. De politie stelde zich agressief op, onder meer wanneer het erom ging de toegang tot de neutrale zone te beletten. Elders in het land vielen doden, maar in Brussel alleen gewonden. Burgemeester Buls werd gehospitaliseerd na bij de Louizalaan op het hoofd te zijn geslagen met een zware wandelstok. Edmond Picard, die in de buurt een opruiende speech had afgestoken, werd hiervoor gevangen gezet. Na afloop van de staking werd meervoudig stemrecht toegestaan, waarbij men er alles aan deed om te maskeren dat de beslissing genomen was onder druk van de straat.

### 1899: Junirellen
Een katholiek voorstel om de kieswet in hun voordeel te herschrijven, leidde tot woelige parlementaire debatten. De socialistische volksvertegenwoordigers verstoorden de zitting van 27 juni met geschreeuw en gefluit, waarna handgemeen ontstond tussen sommige kamerleden. Op de avond van de 28e werden binnen de vijfhoek vier verhitte meetings gehouden over het thema. Na afloop trok een menigte van tienduizend personen naar het Koninklijk Paleis. Van verschillende kanten probeerden ze door te dringen in de verboden zone. Er volgde een urenlange confrontatie met de ordediensten. Projectielen werden uitgewisseld met geweerschoten en 48 winkelruiten werden ingegooid. Ondanks een samenscholingsverbod van burgemeester Buls verzamelde zich de volgende dag een menigte op het Kapelleplein bij het nieuwe Volkshuis. Het uiteendrijven van deze volksmassa nam een goed deel van de nacht in beslag, ten koste van een ware stadsguerrilla tussen de Beurs en de Grote Markt. Alles samen werd het aantal gewonden op minstens tweehonderd geschat. Door het nerveuze gedrag van de gendarmes waren daaronder ook personen die niets met de manifestaties te maken hadden.

### 1902: Marollen
De strijd voor algemeen stemrecht barstte in 1902 opnieuw los. In aanloop naar het parlementair debat over een grondwetsherziening organiseerde de Belgische Werkliedenpartij betogingen en de Socialistische Jonge Wacht straatagitatie. De bloedigste dag vond plaats op 12 april in de Marollen. Het kwam tot incidenten tussen betogers en rijkswacht, die met de sabel chargeerde en dan het vuur opende. Straten werden opgebroken en barricades opgeworpen. Vanuit huizen werden de ordediensten bekogeld met stenen, flessen, messen, zwavelzuur... De balans was een drietal doden en een dertigtal gewonden.
De gebeurtenissen waren voor Gennaro Rubino reden om een aanslag te komen plegen op Leopold II.

### 1991: Vorst
Een identiteitscontrole van Rachid Redouan leidde op 10 mei 1991 tot zijn arrestatie voor weerspannigheid. Onder de Maghrebijnse gemeenschap op en rond het Sint-Antoniusplein brak gewelddadig protest uit. Vrouwen gooiden met borden en schalen en mannen met molotovcocktails. De volgende twee dagen waren er opnieuw rellen. Op last van burgemeester Magda de Galan verrichtte de rijkswacht massale arrestaties: 273 mensen werden opgesloten in de kazerne van Etterbeek.

### 1992: Anderlecht
Op 27 maart 1992 braken op en rond het Alfons Lemmensplein in Anderlecht rellen uit. In de uren die volgden, breidde het geweld zich uit naar Sint-Gillis en Molenbeek. Nog tot mei was het regelmatig onrustig in moslimwijken van Vorst, Schaarbeek en Sint-Joost-ten-Node.

### 1995: Molenbeek
Op 5 april 1995 werd met stenen gegooid op het Sint-Jan-Baptistvoorplein van Molenbeek. Vitrines sneuvelden en molotovcocktails vlogen rond. Verschillende rijkswachters en een cameraman van TV Brussel raakten gewond. De onlusten verplaatsten zich naar de Ribeaucourtstraat, waar de harde kern ingesloten werd en opgepakt.

### 1997: Kuregem
De politie schoot op 7 november 1997 Saïd Charki dood in zijn wagen. Volgens het gerechtelijk onderzoek was hij op de politie ingereden toen ze hem op heterdaad betrapten op drugsfeiten en wilden arresteren. Op het Baraplein ontstonden rellen, die zich de volgende twee dagen verspreidden naar Kuregem. De materiële schade was groot.

### 1998: Anti-Koerdisch geweld
Op 17 november 1998 viseerden een 300-tal Turkse jonge mannen de Koerdische gemeenschap van Sint-Joost-ten-Node. Bij drie verenigingen werd brand gesticht en verschillende gezinnen werden aangevallen.

### 2021: Rellen na dood gearresteerde man
Op 14 januari 2021 overleed de 23-jarige Ibrahima Barrie, nadat hij door de politie was gearresteerd. Naar aanleiding hiervan ontstond een demonstratie bij het Noordstation. Deze ontaardde in grootschalige rellen waarbij onder meer een politiebureau in brand werd gestoken. Er vallen gewonden en de politie arresteerde ten minste 112 relschoppers.

## Voetnoten
1. ↑  Sergio Boffa, Réflexions sur la révolte des métiers bruxellois (22 juillet 1360), in F. Daelemans en A. Vanrie (red.), Bruxelles et la vie urbaine. Archives, art, histoire. Recueil d’articles dédiés à la mémoire d’Arlette Smolar-Meynart, 2001, p. 163-186
2. ↑  Roel Jacobs, Een kleine geschiedenis van Brussel, 2004, p. 102-110
3. ↑  Bart Willems, "Militaire organisatie en staatsvorming aan de vooravond van de Nieuwe Tijd. Een analyse van het conflict tussen Brabant en Maximiliaan van Oostenrijk (1488–1489)", in: Jaarboek voor middeleeuwse geschiedenis, 1998, nr. 1., p. 261–286
4. ↑  Valerie Vrancken, Opstand en dialoog in laatmiddeleeuws Brabant. Vier documenten uit de Brusselse opstand tegen Maximiliaan van Oostenrijk (1488-1489), in: Bulletin de la Commission royale d'Histoire, 2015, p. 209-266
5. ↑  Alexandre Henne, Histoire du règne de Charles-Quint en Belgique, vol. 6, 1859, p. 23-35
6. ↑  K. Van Honacker, "Reorganisatie in Brussel of de strijd om de privileges. Het conflict tussen de ambachten en de aartshertogen van 1619", in: Bijdragen tot de Geschiedenis, 1990, nr. 3-4, p. 299-312
7. ↑  Louis Galesloot, Troubles de Bruxelles de 1619. Justification apologétique pour l'advocat Rombaut van Uden, 1868
8. ↑  Louis Galesloot, "Troubles de Bruxelles de 1698 et 1699. L'avocat Vander Meulen et les doyens des métiers traduits devant le Conseil de Brabant", in: Annales de l'Académie d'archéologie de Belgique, 2e reeks, vol. VI, 1870, p. 16
9. ↑  Janet L. Polasky, Revolution in Brussels, 1787-1793, Brussel, 1987
10. ↑  Jeroom Vercruysse, "Le prince de Ligne et la révolution belgique, 1787-1790", in: Nouvelles annales du Prince de Ligne, deel V, Brussel, Hayez, 1990, p. 19-100
11. ↑  Bulletin communal de la ville de Bruxelles,
september 1854, p. 191-208
12. ↑  Frans Van Kalken, Commotions populaires en Belgique (1834-1902), 1936, p. 37-49
13. ↑  Philippe John van Tiggelen, Les émeutes de novembre 1871 à Bruxelles et la révocation du ministère d'Anethan, in: Belgisch Tijdschrift voor Nieuwste Geschiedenis, 1984, nr. 1-2, p. 165-200
14. ↑  Gita Deneckere, 1900: België op het breukvlak van twee eeuwen, 2006, p. 56-58
15. ↑  Luc Keunings, "La dynamique des manifestations violentes à Bruxelles au XIXème siècle. Une analyse des troubles d’avril 1893", in: Ginette Kurgan-Van Hentenryk (red.), Un pays si tranquille. La violence en Belgique au XIXe siècle, 1999, p. 199-240
16. ↑  Gita Deneckere, 1900: België op het breukvlak van twee eeuwen, 2006, p. 109-112
17. ↑  Luc Keunings, Une étape dans l'histoire de l'appareil policier belge. Les troubles de juin 1899 à Bruxelles, in: Revue belge de philologie et d'Histoire, 1986, nr. 4, p. 718-739
18. ↑  Hervé Renard en Christian Vereggen, "L'émeute du 12 avril 1902 dans le quartier des Marolles", in: Revue du Cercle d'Histoire de Bruxelles, 1984, p. 3-9
19. ↑  Gita Deneckere, 1900: België op het breukvlak van twee eeuwen, 2006, p. 115-117